# Полски дипломатически представители в България
Първата официална дипломатическа мисия на Република Полша в България започва дейност на 2 февруари 1919 г. в София. Първият полски дипломатически представител, акредитиран в България е славистът и историк Тадеуш Станислав Грабовски. След немската агресия през септември 1939 г., посланикът на България Петър Траянов напуска Варшава. Полската мисия в София работи до 1941 г., когато посланик Адам Тарновски връчва на българската страна нота за прекъсване на дипломатическите отношения.
Възстановяването на дипломатическите отношения между Полша и България настъпва на 16 юли 1945 г. Така, както и в периода между двете войни, двустранните отношения се реализират на ниво легация. През 1948 г. рангът на двустранните отношения е издигнат до степен посолство. Полската дипломатическа служба е настанена в сграда, използвана до 1941 г. от Германия, а в периода 1944–1945 г. от Швеция. Понастоящем сградата на посолството се намира в София на улица „Хан Крум“ №46.

## Списък на дипломатическите представители на Полша в България
- 1918–1925 – Тадеуш Станислав Грабовски (chargé d'affaires, пълномощен министър)
- 1925–1930 – Владислав Барановски (пълномощен министър)
- 1930–1941 – Адам Тарновски (пълномощен министър)
- 2 март 1941 – ликвидация на легацията във връзка с прекратяване на дипломатическите отношения между двете страни.
- 1945–1948 – Едмунд Залевски (пълномощен министър)
- 1948 – Стефан Ханахович (chargé d'affaires a.i.)
- 1948–1953 – Александер Бархач (посланик)
- 1953–1956 – Мариан Шчепански (посланик)
- 1956–1957 – Леон Шигула (посланик)
- 1957–1964 – Александер Юшкевич (посланик)
- 1964–1970 – Ришард Ниешпорек (посланик)
- 1970–1973 – Йежи Шишко (посланик)
- 1973–1978 – Юзеф Мушински (посланик)
- 1978–1981 – Луцян Мотика (посланик)
- 1981–1986 – Владислав Напиерай (посланик)
- 1986–1990 – Виеслав Бек (посланик)
- 1990–1991 – Владислав Пожога (посланик)
- 1991–1997 – Тадеуш Василевски (посланик)
- 1997–1998 – Ромуалд Кунат (посланик)
- 1998–2003 – Ярослав Линденберг (посланик)
- 2003–2006 – Славомир Домброва (посланик)
- 2006–2007 – Ирена Татажинска (chargé d'affaires)
- 2007–2010 – Анджей Папеж (посланик)
- 2010–2014 – Лешек Хенсел (посланик)
- 2014–2018 – Кшищоф Крайевски (посланик)
- от 6 юни 2019 – Мачей Шимански (посланик)